# حافظه کاری
حافظه کاری یک سیستم شناختی با ظرفیت محدود است که وظیفهٔ نگه‌داری موقت اطلاعات موجود را جهت پردازش بر عهده دارد. حافظه کاری برای استدلال و هدایت تصمیم‌گیری و رفتار مهم است. حافظه کاری اغلب به صورت مترادف با حافظه کوتاه مدت در نظر گرفته می‌شود، اما برخی نظریه پردازان این دو نوع حافظه را از یکدیگر متمایز می‌دانند و معتقدند که حافظه کاری اجازه دستکاری اطلاعات ذخیره شده را می‌دهد، در حالی که حافظه کوتاه مدت تنها به ذخیره‌سازی کوتاه‌مدت اطلاعات اشاره می‌کند. حافظه کاری به عنوان یک مفهوم نظری، محوری برای روان‌شناسی شناختی، روان‌شناسی عصبی و علوم اعصاب است.

## تاریخچه
اصطلاح «حافظه کاری» توسط میلر، گالانتر و پربرام مطرح و در دهه ۱۹۶۰ در نظریه‌هایی که ذهن را به یک رایانه تشبیه می‌کرد، استفاده شد. در سال ۱۹۶۸، اتکینسون و شیفرین از این واژه برای توصیف مفهوم «ذخیره کوتاه مدت» خود استفاده کردند. آنچه که اکنون ما حافظه کاری می‌نامیم قبلاً به عنوان «ذخیره کوتاه مدت» یا حافظه کوتاه مدت، حافظه اولیه، حافظه فوری، حافظه عملیاتی و حافظه موقت به کار گرفته می‌شد. حافظه کوتاه مدت توانایی به خاطر سپردن اطلاعات در یک دوره کوتاه (در عرض ثانیه) است. امروزه اکثر نظریه پردازان از مفهوم حافظه کاری استفاده می‌کنند تا مفهوم قدیمی حافظه کوتاه مدت را جایگزین یا به آن اضافه کنند، ضمن اینکه تأکید بیشتری بر مفهوم دستکاری اطلاعات به جای صرفاً حفظ و ذخیرهٔ آن داشته باشند.
اولین آزمایش‌ها دربارهٔ پایه عصبی حافظه کاری به بیش از ۱۰۰ سال پیش برمی‌گردد، زمانی که هیتزیگ و فریر آزمایش‌های تخریب قشر پیش پیشانی را شرح دادند؛ آن‌ها نتیجه گرفتند که قشر پیشانی برای فرایندهای شناختی و نه حسی مهم است. در سال‌های ۱۹۳۵ و ۱۹۳۶، کارلایل جاکوبسن و همکارانش اولین کسانی بودند که اثرات زیانبار تخریب پیش پیشانی (پری فرونتال) را بر پاسخ تأخیر یافته نشان دادند.

## نظریه‌ها
مدل‌های متعددی برای عملکرد حافظه کاری، چه از جنبه آناتومی و چه از جنبه شناختی پیشنهاد شده‌است. از آن‌ها، دو مورد که بیشترین تأثیر را داشته‌اند، در زیر خلاصه شده‌اند.

### مدل چند مولفه‌ای

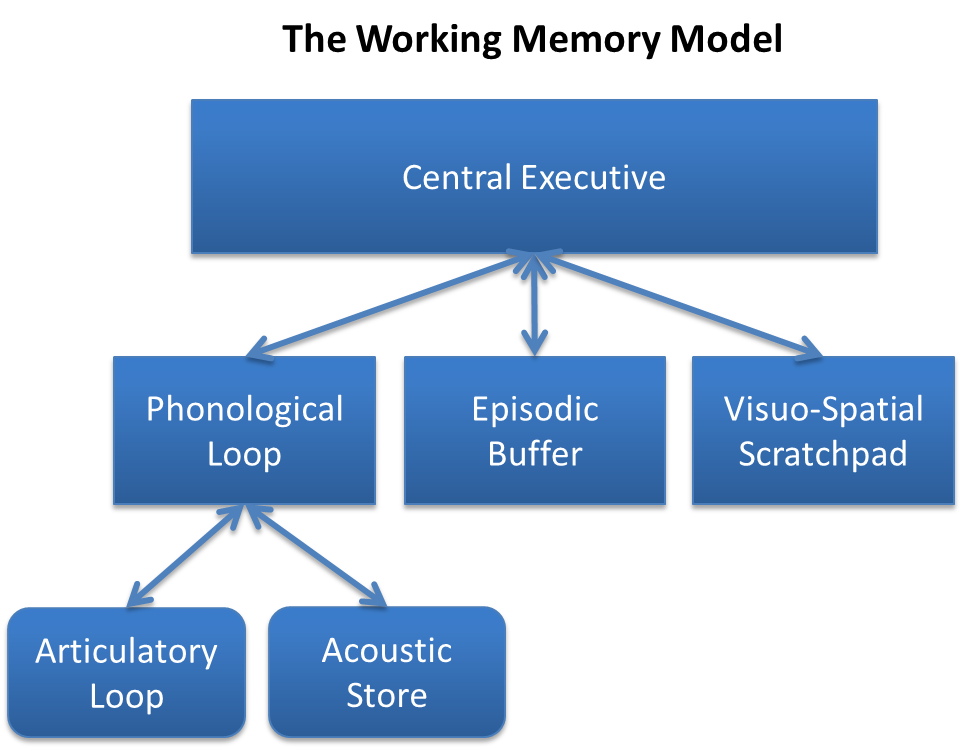
مدل حافظه کاری بدلی و هیچ

در سال ۱۹۷۴، بدلی و هیچ مدل چند مولفه حافظه کاری را معرفی کردند. این تئوری، مدلی شامل سه جزء است: مرکز اجرایی، حلقه آوایی و طرح کلی بصری فضایی با عملکرد مرکز اجرایی به عنوان یک مرکز کنترل انواع اطلاعات، که اطلاعات را بین اجزای آوایی و بصری فضایی هدایت می‌کند. مرکز اجرایی از جمله مسئول هدایت توجه به اطلاعات مربوط، سرکوب اطلاعات بی‌ربط و اقدامات نامناسب و هماهنگی فرایندهای شناختی در زمانی است که بیش از یک کار به‌طور همزمان انجام می‌شود. "مرکز اجرایی" مسئول نظارت بر ادغام اطلاعات و هماهنگی "سیستم‌های برده " است که خود مسئول نگهداری کوتاه مدت اطلاعات هستند. یک سیستم برده، حلقه آوایی (PL)، اطلاعات آوایی (یعنی صدای زبان) را ذخیره می‌کند و مانع از استحاله آن از طریق نوسازی مستمر در یک حلقه تمرینی می‌شود. به عنوان مثال، می‌تواند یک شماره تلفن هفت رقمی را تا زمانی که فرد شماره را بارها نزد خود تکرار کند نگه دارد. سیستم برده دیگری، طرح کلی بصری فضایی، اطلاعات بصری و فضایی را ذخیره می‌کند. برای مثال می‌توان از آن برای ساخت و دستکاری تصاویر بصری و برای نمایش نقشه‌های ذهنی استفاده کرد. طرح کلی می‌تواند به زیرسیستم بصری (که با پدیده‌هایی مانند شکل، رنگ و بافت سروکار دارد) و یک زیر سیستم فضایی (که با موقعیت مکانی ارتباط دارد) تقسیم شود.
در سال ۲۰۰۰ بدلی مدل را با اضافه کردن یک مؤلفه چهارم به نام بافر اپیزودیک گسترش داد که حاوی بازنمایی‌هایی است که اطلاعات آوایی، تصویری و فضایی و احتمالاً اطلاعاتی را که توسط سیستم‌های برده پوشیده نمی‌شوند (به عنوان مثال اطلاعات معنایی، اطلاعات موسیقی) ادغام می‌کند. بافر اپیزودیک رابط بین حافظه کاری و حافظه بلند مدت نیز هست. این مؤلفه اپیزودیک است، چرا که فرض می‌شود اطلاعات را در یک بازنمایی سریالی واحد متصل می‌کند. بافر اپیزودیک شبیه مفهوم تولوینگ از حافظه اپیزودیک است، اما از این نظر تفاوت دارد که بافر اپیزودیک یک ذخیره موقت است.

### حافظه کاری به عنوان بخشی از حافظه بلند مدت
آندرس اریکسون و والتر کینچ مفهوم «حافظه بلند مدت کاری» را معرفی کرده‌اند، که آن را به عنوان مجموعه‌ای از «ساختارهای بازیابی» در حافظه بلند مدت تعریف می‌کنند که دسترسی بی‌نظیر به اطلاعات مربوط به کارهای روزمره را امکان‌پذیر می‌سازد. به این ترتیب، بخشی از حافظه بلند مدت به‌طور مؤثر به عنوان حافظه کاری عمل می‌کند. به همین ترتیب، کاون حافظه کاری را به عنوان یک سیستم جداگانه از حافظه بلند مدت در نظر نمی‌گیرد. بازنمایی در حافظه کاری یک زیرمجموعه بازنمایی در حافظه بلند مدت است. حافظه کاری به دو سطح جاسازی شده سازماندهی شده‌است. سطح اول بازنمایی حافظه فعال طولانی مدت است. بسیاری از این‌ها می‌توانند وجود داشته باشند - از لحاظ تئوری هیچ محدودیتی برای فعال شدن بازنمایی در حافظه بلندمدت وجود ندارد. سطح دوم، مرکز توجه نامیده می‌شود. مرکز توجه دارای ظرفیت محدود و دارای حداکثر چهار بازنمایی فعال است.
ابرار مدل Cowan را با اضافه کردن یک مؤلفه سوم، که تمرکز توجه محدودتری، یعنی فقط یک بخش در هر زمان دارد، گسترش داده‌است. تمرکز یک عنصری در تمرکز چهار عنصری تعبیه شده‌است و نقش آن انتخاب یک قطعه واحد برای پردازش است. به عنوان مثال، چهار رقم را می‌توان در یک زمان در تمرکز توجه Cowan در ذهن نگه داشت. هنگامی که شخص بخواهد یک فرایند را روی هر یک از این رقم‌ها انجام دهد، برای مثال، اضافه کردن شماره دو به هر رقم، پردازش جداگانه برای هر رقم ضروری است، زیرا اکثر افراد نمی‌توانند چندین فرایند ریاضی را به موازات انجام دهند. مؤلفه توجه Oberauer یکی از ارقام را برای پردازش انتخاب می‌کند و سپس تمرکز توجه را به رقم بعدی تغییر می‌دهد و ادامه می‌دهد تا تمام ارقام پردازش شود.

## ظرفیت
عموماً معتقدند که حافظه کاری دارای ظرفیت محدود است. از اولین اندازه‌گیری‌های محدودیت ظرفیت حافظه کوتاه مدت، " شماره جادویی هفت " پیشنهاد شده توسط میلر در سال ۱۹۵۶ بود. او ادعا کرد که ظرفیت پردازش اطلاعات بزرگسالان جوان در حدود هفت عنصر است که به نام «قطعات» نامیده می‌شود، صرفنظر از اینکه عناصر، رقم، حروف، کلمات یا سایر واحدها باشد. تحقیقات بعدی نشان داد که این تعداد بستگی به نوع تکه‌های مورد استفاده (به عنوان مثال، فاصله ممکن است در حدود هفت برای رقم، شش برای حروف و پنج برای کلمه باشد) و حتی ویژگی‌های تکه‌ها در یک دسته دارد. به عنوان مثال، فاصله برای کلمات طولانی‌تر از کلمات کوتاه‌تر کمتر است. به‌طور کلی، دامنه حافظه برای محتویات کلامی (ارقام، حروف، کلمات، و غیره) بستگی به پیچیدگی واج‌شناسی محتوا (به عنوان مثال، تعداد واژگان، تعداد هجا)، و وضعیت لغوی محتویات (اینکه آیا محتوای کلمات برای شخص شناخته شده‌است یا خیر) دارد. چندین عامل دیگر بر میزان دامنه فرد تأثیر می‌گذارند، و به همین دلیل است که ظرفیت حافظه کوتاه مدت یا کاری را نمی‌توان به‌طور دقیق به تعدادی از تکه‌ها کاهش داد. با این حال، کوان پیشنهاد داد که حافظه کاری ظرفیت حدود چهار تکه در بزرگسالان جوان (و کمتر در کودکان و بزرگسالان مسن) دارد.
در حالی که اکثر بزرگسالان می‌توانند به ترتیب در حدود هفت رقم را تکرار کنند، برخی از افراد بزرگنمایی قابل توجهی از دامنه رقم خود تا ۸۰ رقم را نشان داده‌اند. این قابلیت با آموزش گسترده در بستر یک استراتژی کدگذاری امکان‌پذیر است که در آن رقم‌ها در یک لیست گروه‌بندی می‌شوند (معمولاً در گروه‌های سه تا پنج) و این گروه‌ها به عنوان یک واحد تنها (یک تکه) رمزگذاری می‌شوند. برای موفقیت، شرکت کنندگان باید بتوانند گروه‌ها را به صورت رشته‌ای از رقم‌ها شناسایی کنند. برای مثال، یکی از افرادی که اریکسون و همکارانش مورد مطالعه قرار دادند، دانش گسترده‌ای از زمان مسابقات را از تاریخ ورزش، در روند کد گذاری تکه‌ها مورد استفاده قرار داد: چندین تکه از این قبیل را می‌توان در یک تکه عالی ترکیب کرد و سلسله مراتبی از تکه‌ها را تشکیل داد. به این ترتیب، فقط برخی از تکه‌ها در بالاترین سطح سلسله مراتب باید در حافظه کاری حفظ شوند، و برای بازیابی، تکه‌ها بسته‌بندی می‌شوند. به این معنی که قطعات در حافظه کاری به عنوان نشانه‌های بازیابی عمل می‌کنند که به رقم‌هایی که در آن‌ها وجود دارد دلالت می‌کنند. طبق گفته اریکسون و کینتچ (۱۹۹۵؛ همچنین نگاه کنید به گبت و سیمون، 2000)، تمرین مهارت‌های حافظه مانند این، ظرفیت حافظه کاری را گسترش نمی‌دهد: این ظرفیت انتقال (و بازیابی) اطلاعات از حافظه طولانی مدت است که بهبود یافته‌است.)

### اندازه‌گیری‌ها و همبستگی‌ها
ظرفیت حافظه کاری را می‌توان به شیوه‌های مختلفی آزمایش کرد. یک روش معمول استفاده شده، پارادایم دوگانه است، که ترکیبی از میزان دامنه حافظه با یک وظیفه پردازش همزمان است که گاهی به عنوان "دامنه پیچیده" نامیده می‌شود. دنمان و کارپنتر نخستین نسخه این نوع آزمایش، " دامنه خواندن " را در سال ۱۹۸۰ ابداع کردند. افراد تعدادی جمله (معمولاً بین دو تا شش) را می‌خواندند و سعی می‌کردند کلمه آخر هر جمله را به یاد داشته باشند. آن‌ها در پایان لیست جمله‌ها، کلمه‌ها را به ترتیب صحیح تکرار کردند. آزمایش‌هلی دیگر که این ویژگی دوگانه را لحاظ نکردند نیز نشان داده شده‌است معیارهای خوبی برای ظرفیت حافظه کاری‌اند. در حالی که دنمان و کارپنتر معتقد بودند که ترکیبی از ذخیره‌سازی (نگهداری) و پردازش برای اندازه‌گیری ظرفیت حافظه کاری مورد نیاز است، اکنون می‌دانیم که ظرفیت حافظه کاری را می‌توان با کارهای حافظه کوتاه مدت اندازه‌گیری کرد که هیچ اجزای پردازش اضافی ندارند. در مقابل، ظرفیت حافظه کاری نیز می‌تواند با وظایف پردازش خاصی که شامل نگهداری اطلاعات نمی‌شود اندازه‌گیری شود. این سؤال که چه ویژگی‌هایی یک وظیفه باید به عنوان معیار خوبی از ظرفیت حافظه کاری داشته باشد، موضوع تحقیق در حال انجام است.
مقادیر ظرفیت حافظه کاری به شدت با عملکرد در سایر وظایف شناختی پیچیده مانند درک مطلب، حل مسئله و نیز مقادیر ضریب هوشی ارتباط دارد.
برخی محققان معتقدند ظرفیت حافظه کاری نشانگر کارایی عملکرد اجرایی است، به ویژه توانایی حفظ بازنمایی‌های مربوط به وظایف چندگانه در مواجهه با اطلاعات بی ربط منحرف کننده. و به نظر می‌رسد که چنین وظایفی منعکس‌کننده تفاوت‌های فردی در توانایی تمرکز و حفظ توجه است، به ویژه هنگامی که رویدادهای دیگر برای جلب توجه عمل می‌کنند. هر دو حافظه کاری و عملکرد اجرایی به شدت، هر چند نه به‌طور انحصاری، به مناطق مغزی فرونتال وابسته هستند.
محققان دیگر معتقدند ظرفیت حافظه کاری بهتر است به عنوان توانایی روان شناختی برقراری روابط میان عناصر یا درک روابط در اطلاعات داده شده در نظر گرفته شود. این ایده از جمله توسط گرید هالفورد، که توانایی محدود ما برای درک تعاملات آماری بین متغیرها را نشان داد، پیشرفت کرده‌است. این نویسندگان از مردم خواسته‌اند جمله‌ها نوشته شده دربارهٔ رابطه بین چند متغیر با نمودارهایی که همان رابطه‌ها یا غیر آن‌ها را نشان می‌دهند مقایسه کنند، همان‌طور که در جمله زیر آمده‌است: "اگر کیک از فرانسه باشد، در صورتی که با شکلات ساخته شده، شکر بیشتری دارد در مقایسه با زمانی که با کرم ساخته شده باشد، اما اگر کیک از ایتالیا باشد، چنانچه کیک ساخته شده از کرم باشد، شکر بیشتری دارد در مقایسه با زمانی که از شکلات ساخته شده باشد. " این عبارت یک رابطه بین سه متغیر (کشور، عنصر و مقدار شکر) را بیان می‌کند که بیشترین مقداری است که اکثر افراد می‌توانند درک کنند. محدودیت ظرفیتی که در اینجا دیده می‌شود، مسلماً محدودیت حافظه نیست (تمام اطلاعات مربوط را می‌توان به صورت مداوم مشاهده کرد)، اما محدودیت مربوط به تعداد روابط تشخیص داده شده به‌طور همزمان است.

### مطالعات تجربی ظرفیت حافظه کاری
فرضیه‌های متعددی دربارهٔ ماهیت محدودیت ظرفیت وجود دارد. یکی این است که مجموعه محدودی از منابع شناختی مورد نیاز برای حفظ بازنمایی‌های فعال و در نتیجه برای پردازش و برای انجام فرایندها در دسترس است. یک فرضیه دیگر این است که خط سیر حافظه در حافظه کاری در طی چند ثانیه فرو می‌پاشد، مگر اینکه از طریق تمرین دوباره تجدید شوند، و چون سرعت تمرین محدود است، می‌توانیم فقط مقدار محدودی از اطلاعات را حفظ کنیم. با این حال، یک ایده دیگر این است که بازنمایی‌هایی که در حافظه کاری نگهداری می‌شوند، با یکدیگر تداخل می‌کنند.

#### نظریه‌های فروپاشی
این فرضیه که محتویات حافظه کوتاه مدت یا حافظه کاری با گذشت زمان فرو می‌پاشد، مگر اینکه از طریق تمرین مانع از شکست شد، به روزهای اولیه تحقیقات تجربی در مورد حافظه کوتاه مدت بازمی‌گردد. این نیز یک فرض مهم در نظریه چند جزئی حافظه کاری است. دقیق‌ترین تئوری حافظه کاری بر پایه فروپاشی تا به امروز، «مدل به اشتراک گذاری منابع مبتنی بر زمان» است. این نظریه فرض می‌کند که بازنمایی‌ها در حافظه کاری خراب می‌شوند، مگر اینکه تجدید شوند. تجدید آن‌ها نیاز به یک مکانیزم توجه دارد که برای هر وظیفه پردازشی همزمان نیز مورد نیاز است. هنگامی که فواصل زمانی کمی وجود دارد که در آن وظیفه پردازش مورد توجه قرار نمی‌گیرد، این زمان می‌تواند برای تازه کردن حافظه استفاده شود؛ بنابراین نظریه پیش‌بینی می‌کند که میزان فراموشی بستگی به چگالی زمانی خواسته‌های توجه در وظیفه پردازش دارد - این تراکم «بار شناختی» نامیده می‌شود. بار شناختی بستگی به دو متغیر دارد، نرخی که در آن وظیفه پردازش نیاز به مراحل جداگانه ای دارد و طول مدت هر مرحله. به عنوان مثال، اگر وظیفه پردازش شامل اضافه کردن رقم‌ها، و سپس نیاز به اضافه کردن یک رقم در هر نیم ثانیه باشد شامل بار بالاتر شناختی در سیستم است تا نیاز به اضافه کردن رقم دیگر در هر دو ثانیه. در یک سری از آزمایش‌ها، بارویلت و همکاران نشان داده‌اند که حافظه برای لیست حروف نه به تعداد مراحل پردازشی و نه کل زمان پردازش بلکه به بار شناختی بستگی دارد.

#### نظریه منابع
نظریه‌های منابع فرض می‌کنند که ظرفیت حافظه کاری یک منبع محدود است که باید بین همه بازنمایی‌هایی که باید همزمان در حافظهٔ کاری نگهداری شوند، به اشتراک گذاشته شود. برخی از نظریه پردازان منبع نیز معتقدند که نگهداری و پردازش همزمان یک منبع مشابه را دارند؛ این می‌تواند توضیح دهد که چرا نگهداری معمولاً با تقاضای پردازش همزمان مختل می‌شود. نظریه‌های منبع در توضیح داده‌ها از آزمون‌های حافظه کاری برای ویژگی‌های بصری ساده مانند رنگ‌ها یا جهت نوارها بسیار موفق بوده‌است. بحث مداوم این است که آیا منابع یک مقدار پیوسته‌است که می‌تواند در میان هر تعداد از اقلام در حافظه کاری تقسیم شود یا اینکه شامل تعداد کمی از اسلات‌های گسسته‌است که هر کدام می‌توانند به یک مورد حافظه اختصاص داده شوند به نحوی که فقط به تعداد محدود ۳ مورد می‌تواند در حافظه کاری حفظ شود.

#### نظریه‌های تداخل
چندین شکل از تداخل توسط نظریه پردازان مورد بحث قرار گرفته‌است. یکی از قدیمی‌ترین ایده‌ها این است که موارد جدید به سادگی جایگزین موارد قدیمی تر در حافظه کاری می‌شوند. شکل دیگری از تداخل، رقابت بازیابی است. به عنوان مثال، هنگامی که وظیفه این است که لیستی از ۷ کلمه را در ترتیب خود به یاد بیاوریم، باید با اولین کلمه به یاد بیاوریم. در حالی که تلاش برای بازیابی کلمه اول، کلمه دوم را، که در مجاورت نشان داده شده‌است، به‌طور تصادفی بازیابی می‌کند و این دو برای به یاد آورده شدن رقابت می‌کنند. اشتباه‌ها در وظایف فراخوانی سریال، اغلب به شکل قاطی کردن اقلام مجاور در یک لیست حافظه (به اصطلاح جابجایی) است، که نشان می‌دهد رقابت بازیابی نقش مهمی در محدود کردن توانایی ما برای فراخوانی منظم لیست‌ها و احتمالاً همچنین در سایر وظایف حافظه کاری دارد. شکل سوم تداخل، اعوجاج بازنمایی‌ها در نتیجهٔ روی هم افتادن است: هنگامی که بازنمایی‌های چندگانه در بالای یکدیگر قرار می‌گیرند، هر یک از آن‌ها با حضور بقیه مبهم می‌شود. شکل چهارم تداخل که بعضی از نویسندگان به آن اعتقاد دارند، روی هم‌نویسی ویژگی است. ایده این است که هر کلمه، رقم یا سایر آیتم‌ها در حافظه کاری به صورت مجموعه ای از ویژگی‌ها نمایش داده می‌شود و هنگامی که دو مورد بعضی از ویژگی‌ها را به اشتراک می‌گذارند، یکی از آن‌ها ویژگی‌های دیگری را سرقت می‌کند. هر چه موارد بیشتری در حافظه کاری نگهداری شود، ویژگی‌های آن‌ها بیشتر با هم همپوشانی دارند، و هر کدام از آن‌ها با از دست رفتن برخی از ویژگی‌ها بیشتر نابود می‌شوند.

#### محدودیت‌ها
هیچ‌یک از این فرضیه‌ها نمی‌تواند داده‌های آزمایشی را به‌طور کامل توضیح دهد. به عنوان مثال، فرضیه منابع به معنای توضیح بده بستان بین نگهداری و پردازش بود: هر چه اطلاعات بیشتری باید در حافظه کاری نگهداری شود، فرایندهای همزمان کندتر و مستعدتر به خطا می‌شوند و با فشار بیشتر بر پردازش همزمان، حافظه دچار مشکل می‌شود. این معامله با وظایفی مانند وظیفه دامنه خواندن که در بالا شرح داده شد مورد بررسی قرار گرفته‌است. معلوم شده‌است که میزان معامله، به شباهت اطلاعاتی که باید به یاد آورد و اطلاعاتی که باید پردازش شود، بستگی دارد. برای مثال، به یاد آوردن اعداد در حین پردازش اطلاعات مکانی، یا به یاد آوردن اطلاعات مکانی در حین پردازش اعداد، بسیار کمتر یکدیگر را مختل می‌کنند تا زمانی که اقلامی از یک جنس باید به یاد آورده شده و پردازش شوند. همچنین یادآوری کلمه‌ها و پردازش ارقام یا یادآوری ارقام و پردازش کلمات، ساده‌تر از یادآوری و پردازش مواد همان جنس است. این یافته‌ها نیز برای توضیح فرضیه فروپاشی دشوار است، زیرا فروپاشی تجربه‌ها حافظه فقط باید به این بستگی داشته باشد که وظیفه پردازش، چه مدت تمرین یا فراخوانی را به تعویق می‌اندازد و نه محتوای وظیفه پردازش. یک مشکل دیگر برای فرضیه فروپاشی از آزمایش‌هایی است که در آن فراخوانی یک لیست از حروف به تأخیر می‌افتد، یا به وسیله آموزش دادن به شرکت کنندگان که با سرعت کمتری یادآوری کنند، یا با آموزش دادن آن‌ها تا کلمه ای بی ربط را یک یا سه بار بین یادآوری هر حرف بیان کنند. تأخیر در یادآوری تقریباً هیچ تأثیری بر دقت فراخوانی نداشت. به نظر می‌رسد که نظریه تداخل بهترین است چرا که توضیح می‌دهد چرا شباهت بین محتویات حافظه و محتویات وظایف پردازش همزمان، بر میزانی که یکدیگر را مختل می‌کنند تأثیر می‌گذارد. اقلام مشابه تر به احتمال بیشتری اشتباه گرفته می‌شوند، که منجر به رقابت بازیابی می‌شود.

## توسعه
ظرفیت حافظه کاری به تدریج در دوران کودکی افزایش می‌یابد و به تدریج در سالخوردگی کاهش می‌یابد.
میزان عملکرد در آزمون حافظه کاری به‌طور مداوم بین اوایل کودکی و نوجوانی افزایش می‌یابد، در حالی که ساختار همبستگی بین آزمون‌های مختلف تا حد زیادی ثابت است. با شروع کار از سنت نئو پیژنتیک، نظریه پردازان استدلال کرده‌اند که رشد ظرفیت حافظه کاری یک نیروی محرک اصلی رشد شناختی است. این فرضیه حمایت‌های تجربی قابل توجه از سوی مطالعاتی به دست آورده‌است که نشان می‌دهند ظرفیت حافظه کاری پیش‌بینی‌کننده قوی توانایی‌های شناختی در دوران کودکی است. شواهد ویژه برای نقش حافظه کاری در رشد، حاصل یک مطالعه طولی است که نشان می‌دهد ظرفیت حافظه کاری در یک سن توانایی استدلال در سن آینده را پیش‌بینی می‌کند. مطالعات در سنت Neo-Piaghetian با تجزیه و تحلیل پیچیدگی وظایف شناختی از نظر تعداد یا روابط بین اقلامی که باید به‌طور همزمان برای یک راه حل مورد توجه قرار گیرند، بر این استنباط افزوده‌اند. در سراسر طیف گسترده‌ای از وظایف، کودکان نسخه‌های یکسان از سطح پیچیدگی را در همان سن مدیریت می‌کنند، که مطابق با این دیدگاه است که ظرفیت حافظه کاری پیچیدگی‌هایی را که کودکان می‌توانند در یک سن خاص حل و فصل کنند محدود می‌کند.

### افزایش سن
حافظه کاری از جمله عملکردهای شناختی است که در سن بالا بیشتر در معرض افت قرار دارد. برای این افت در روان‌شناسی، توضیحات متعددی ارائه شده‌است. یکی از تئوری‌ها نظریه سرعت پردازش پیری شناختی توسط تیم سالتاس است. سالتاس بر پایه کشف کاهش عمیق فرایندهای شناختی همراه با افزایش سن، استدلال می‌کند که پردازش کندتر زمان بیشتری را برای محو کردن مختوای حافظه به دست می‌دهد، بنابراین ظرفیت مؤثر را کاهش می‌دهد. با این حال، کاهش ظرفیت حافظه کاری را نمی‌توان به‌طور کامل به کند شدن ربط داد، به این دلیل که در پیری ظرفیت بیشتر از سرعت کاهش می‌یابد. یکی دیگر از پیشنهادها، فرضیه مهار توسط لین هاشور و رز زک‌ها است. این نظریه فقدان کلی توانایی مهار اطلاعات بی ربط یا در حال حاضر بی ربط را در سالمندی مطرح می‌کند؛ بنابراین، حافظه کاری تمایل دارد که با محتویات نامناسب مواجه شود که ظرفیت مؤثر محتوای مربوط را کاهش می‌دهد. فرضیه فقدان مهار در سالخوردگی حمایت زیادی را از مطالعات تجربی به دست آورده‌است، اما تا کنون معلوم نیست که کاهش توانایی مهار بتواند به‌طور کامل کاهش ظرفیت حافظه کاری را توضیح دهد. توضیح در مورد سطح عصبی کاهش حافظه کاری و سایر عملکردهای شناختی در دوران پیری توسط وست ارائه شده‌است. او استدلال کرد که حافظه کاری به میزان زیادی بستگی به قشر پره فرونتال دارد که با افزایش سن بیش از دیگر مناطق مغز تحلیل می‌رود.

## آموزش
ترکل کلینبرگ اولین کسی بود که تأثیر مفید آموزش شدید حافظه کاری را بر دیگر عملکردهای شناختی بررسی کرد. مطالعه پیشگامانه او نشان داد که حافظه کاری می‌تواند توسط آموزش در بیماران ADHD از طریق برنامه‌های کامپیوتری بهبود یابد. این مطالعه نشان داده‌است که یک دوره آموزش حافظه کاری طیف وسیعی از توانایی‌های شناختی و نمرات آزمون‌های IQ را افزایش می‌دهد. مطالعه دیگری از همان گروه نشان داده‌است که بعد از آموزش، فعالیت مغزی اندازه‌گیری شده مربوط به حافظه کاری در قشر پیشانی افزایش یافته‌است، این دامنه ای است که بسیاری از محققان آن را با کارکرد حافظه کاری مرتبط می‌دانند. در یک مطالعه نشان داده شده‌است که آموزش حافظه کاری چگالی گیرنده‌های دوپامین را در پره فرونتال و پاریتال (به ویژه DRD1) در افراد آزمون افزایش می‌دهد. با این وجود، کار بعدی با همان برنامه آموزشی موفق به تکرار اثرات مفید آموزش در عملکرد شناختی نشده‌است. خلاصه متا آنالیز از تحقیق با برنامه آموزشی کلینگبرگ تا سال ۲۰۱۱ نشان می‌دهد که این آموزش در بهترین حالت تأثیر ناچیزی بر تست هوش و توجه دارد
در یکی دیگر از مطالعات تأثیرگذار، آموزش با یک وظیفه حافظه کاری (وظیفه دوگانه N-Back) عملکرد در آزمایش هوش سیال در بزرگسالان جوان سالم را بهبود داده‌است. ارتقاء هوش سیال توسط آموزش با وظیفه n-back در سال ۲۰۱۰ تکرار شد، اما دو مطالعه منتشر شده در سال ۲۰۱۲ این اثر را نتوانست بازتولید کند. شواهد ترکیبی از حدود ۳۰ مطالعه تجربی در مورد اثربخشی آموزش حافظه کاری با چندین متاآنالیز ارزیابی شده‌است. نویسندگان این متاآنالیزها در نتیجه‌گیری خود که آیا آموزش حافظه کاری هوش را بهبود می‌بخشد یا خیر هم عقیده نیستند. با این حال، این متاآنالیزها در برآوردهای خود از اندازه اثر آموزش یادگیری حافظه هم عقیده اند: اگر چنین تأثیری وجود داشته باشد، احتمالاً کوچک است.

## در مغز

### مکانیسم‌های عصبی حفظ اطلاعات
اولین دیدگاه‌ها در مورد سلول‌های عصبی و انتقال دهنده عصبی حافظه کاری از تحقیقات حیوانی است. کار ژاکوبسن و فولتون در دهه ۱۹۳۰ برای اولین بار نشان داد که ضایعات PFC باعث کاهش عملکرد حافظه کاری فضایی در میمون‌ها می‌شود. کار بعدی جاکین فاستر ثبت فعالیت الکتریکی نورون‌ها در PFC میمون‌ها را در حالی انجام می‌داد که وظایف تطبیقی تأخیری انجام می‌دادند. در این وظیفه، میمون می‌بیند که چگونه آزمایش‌کننده کمی مواد غذایی را زیر یکی از دو فنجان مشابه قرار می‌دهد. سپس یک دریچه برای یک دوره تأخیر متغیر پایین آورده می‌شود تا فنجان‌ها را از دید میمون‌ها مخفی کند. پس از تأخیر، شاتر باز می‌شود و میمون مجاز است که مواد غذایی را از زیر فنجان بازیابی کند. بازیابی موفقیت‌آمیز در اولین تلاش - چیزی که حیوان می‌تواند پس از انجام برخی تمرینات بر روی این وظیفه به دست آورد - نیاز به نگهداری محل غذا در حافظه در طول مدت تأخیر دارد. فاستر نورون‌هایی را در PFC پیدا کرد که عمدتاً در طی مدت تأخیر فعال بودند و این نشان می‌دهد که آن‌ها در بازنمایی محل غذا در زمان نامریی بودنش دخیل بودند. تحقیقات بعدی نشان داد که نورون‌های فعال تأخیری مشابه در قشر پاریتال خلفی، تالاموس، کادات و گلوبال پالیدوس نیز وجود دارد. کار گلدمن راکیک و دیگران نشان داده‌است که PFC اصلی شیاردار خلفی جانبی با تمام این نواحی مغزی در ارتباط است و میکرو مدارهای عصبی درون PFC قادر به نگهداری اطلاعات در حافظه کاری از طریق شبکه‌های عصبی گلوتامات برگشتی سلول‌های هرمی که در سراسر دوره تأخیر فعالیت می‌کنند هستند. این مدارها توسط مهار جانبی از اینتر نورون‌های GABAergic تنظیم می‌شوند. سیستم‌های تحریک‌کنندهٔ neuromodulatory به‌طور قابل توجهی عملکرد حافظه کاری PFC را تغییر می‌دهند؛ برای مثال، دوپامین یا نور اپینفرین بیش از حد کم یا بیش از حد زیاد، شلیک شبکه PFC و عملکرد حافظه کاری را مختل می‌کند.
تحقیقاتی که در بالا در مورد شلیک مداوم نورون‌های خاص در دوره تأخیر از کارهای حافظه کاری نشان داده شده‌است نشان می‌دهد که مغز دارای مکانیسم نگهداری بازنمایی‌های فعال بدون ورودی خارجی است. با این حال، اگر این کار نیاز به حفظ بیش از یک تکه از اطلاعات داشته باشد فعال نگه داشتن بازنمایی‌ها کافی نیست. علاوه بر این، اجزاء و ویژگی‌های هر تکه باید با یکدیگر مرتبط گردند تا مانع از مخلوط شدن آن‌ها شوند. به عنوان مثال، اگر یک مثلث قرمز و مربع سبز را باید در یک زمان به یاد داشته باشید، باید مطمئن شوید که «قرمز» به «مثلث» و «سبز» به «مربع» مرتبط شده‌است. یکی از راه‌های ایجاد چنین اتصالی، آن است که نورونهایی که ویژگی‌های یک تکه واحد را بازنمایی می‌کنند همزمان فعالیت کنند، و آن‌هایی که ویژگی‌های متعلق به تکه‌های مختلف را بازنمایی می‌کنند به صورت غیر همزمان فعالیت کنند. در مثال، نورون‌هایی که قرمز را نشان می‌دهند، همزمان با نورون‌هایی که شکل مثلثی دارند، فعالیت می‌کنند، اما با آن‌هایی که مربع را بازنمایی می‌کنند هماهنگ نیستند. تاکنون شواهد مستقیم وجود ندارد که حافظه کاری از این مکانیسم اتصال استفاده کند و مکانیزم‌های دیگری نیز ارائه شده‌است. حدس زده شده‌است که شلیک همزمان از نورون‌هایی که در حافظه کاری فعال هستند با فرکانس باند تتا (۴ تا ۸ هرتز) انجام می‌گیرد. در واقع، قدرت فرکانس تتا در EEG با بار حافظه کاری افزایش می‌یابد، و نوسانات اندازه‌گیری شده در گروه تتا در قسمت‌های مختلف جمجمه زمانی که فرد تلاش می‌کند اتصال بین دو جزء اطلاعات را به یاد آورد، هماهنگ است.

### جانمایی در مغز
جانمایی عملکرد مغز در انسان با ظهور روش‌های تصویر برداری مغز (PET و fMRI) بسیار ساده‌تر شده‌است. این تحقیق تأیید کرده‌است که مناطقی در PFC در کارکرد حافظه کاری دخیل هستند. در طول دهه ۱۹۹۰، بحث‌های زیادی در مورد کارکردهای مختلف بطنی-جانبی (یعنی مناطق پایین‌تر) و مناطق پشتی-کناری (بالاتر) PFC وجود داشته‌است. یک مطالعه ضایعه انسانی شواهد بیشتری را در مورد نقش قشر خلفی جانبی پره فرونتال در حافظه کاری نشان می‌دهد. یک دیدگاه این بود که ناحیه‌های خلفی جانبی مسئول حافظه کاری فضایی و نواحی ونترولترال برای حافظه کاری غیر فضایی هستند. یکی دیگر از دیدگاه‌ها، یک تمایز کارکردی را پیشنهاد کرد، که مدعی است مناطق ونترولترال بیشتر در نگهداری صرف اطلاعات درگیر هستند، در حالی که مناطق خلفی جانبی بیشتر درگیر وظایفی هستند که نیاز به پردازش اقلام ذخیره شده دارند. بحث به‌طور کامل حل نشده‌است، اما بیشتر شواهد، از تمایز کارکردی حمایت می‌کنند.
تصویربرداری مغزی نیز نشان داده‌است که عملکردهای حافظه کاری محدود به PFC نیستند. بررسی مطالعات متعدد نشان می‌دهد مناطق فعال در طول وظایف حافظه کاری در قسمت زیادی از قشر پراکنده است. وظایف مربوط به فضا عمدتاً مناطق نیمکره راست و حافظه کلامی و عینی بیشتر مناطق نیمکره چپ را به خدمت می‌گیرند. فعال سازی در حین وظایف حافظه کاری کلامی می‌تواند به یک جزء منعکس‌کننده نگهداری، در قشر سمت چپ خلفی پاریتال و یک جزء منعکس‌کننده تمرینات ساب وکال در قشر جلویی چپ (منطقه Broca که مشخص شده در تولید کلام نقش دارد) تقسیم شود.
یک توافق در حال ظهور وجود دارد که اکثر کارهای حافظه کاری، شبکهٔ PFC و مناطق پاریتال را به کار می‌گیرند. یک مطالعه نشان داده‌است که در طول یک آزمایش حافظه کاری ارتباط بین این مناطق افزایش می‌یابد. مطالعه دیگری از طریق مسدود کردن موقت نواحی فوق به وسیله تحریک مغناطیسی ترانس کرانیال (TMS) و ایجاد اختلال در انجام وظیفه آن‌ها نشان داده‌است که این مناطق برای حافظه کاری ضروری هستند و نه اینکه صرفاً به‌طور تصادفی در حین انجام وظایف حافظه کاری فعال می‌شوند.
بحث در حال حاضر مربوط به عملکرد این مناطق مغز است. شناخته شده‌است که PFC در انواع مختلف کارهایی که نیاز به عملکردهای اجرایی دارند، فعال هستند. به این ترتیب برخی محققان به این نتیجه رسیده‌اند که نقش PFC در حافظه کاری، کنترل توجه، انتخاب استراتژی‌ها و دستکاری اطلاعات در حافظه کاری است، اما نه در نگهداری اطلاعات. عملکرد نگهداری به مناطق خلفی مغز، از جمله قشر پاریتال نسبت داده می‌شود. نویسندگان دیگر فعالیت در قشر پاریتال را به عنوان بازتاب عملکرد اجرایی تفسیر می کنند، زیرا همان منطقه نیز در سایر وظایف نیازمند به توجه و نه حافظه فعال است.
در سال ۲۰۰۳، متاآنالیز ۶۰ مطالعهٔ تصویربرداری مغزی نشان داد که قشر جلویی چپ، در حافظه کاری کلامی و قشر جلویی راست درحافظه کاری فضایی دخیل هستند. مناطق برودمن (BAs) 6، ۸، و ۹ در قشر جلویی پیشانی وقتی که حافظه کاری باید به‌طور مداوم به روز شود و زمانی که حافظه برای نظم زمانی بایستی حفظ شود درگیر هستند. بردمن راست ۱۰ و ۴۷ در قشر ونترال فرونتال اغلب با تقاضا برای دستکاری، مانند نیازهای وظایف دوگانه یا عملیات ذهنی مشغول به کار بودند و بردمن ۷ در قشر پاریتال خلفینیز در همه نوع عملکرد اجرایی دخیل بودند.
پیشنهاد شده‌است که حافظه کاری شامل دو فرایند با مکان‌های نورو آنتومیک مختلف در لب‌های پیشانی و پاریتال باشد. ابتدا یک عملیات انتخاب که مربوطترین مورد را بازیابی می‌کند و دوم، یک عملیات به روز رسانی دهد که تمرکز توجه را تغییر می‌دهد. به روز رسانی کانون توجه شامل فعال سازی گذرا در شیار فرونتال فوقانی پشتی و قشر پاریتال خلفی است در حالی که افزایش تقاضا در انتخاب گزینشی، فعالیت را در rostral superior frontal sulcus and posterior precuneus/cingulate تغییر می‌دهد.
یکپارچه کردن عملکرد پراکنده نواحی مغز دخیل در حافظه کاری وابسته به وظایفی است که می‌توانند این عملکردها را تشخیص دهند. بیشتر مطالعات تصویربرداری مغز از حافظه کاری، از وظایف شناختی مانند تشخیص تأخیر یک یا چند محرک یا وظیفه n-back استفاده کرده‌اند، که هر محرک جدید در یک سری طولانی باید با یک ردیف n قبلی ارائه شده در این سری مقایسه شود. مزیت وظایف شناسایی این است که آن‌ها نیاز به حداقل حرکت (فقط با فشار دادن یکی از دو کلید)، دارند که ثبات سر را در اسکنر آسان‌تر می‌کند. تحقیقات تجربی و تحقیق بر روی تفاوت‌های فردی در حافظه کاری، به‌طور گسترده‌ای از وظایف یادآوری (به عنوان مثال، وظیفه دامنه خواندن، نگاه کنید به زیر) استفاده کرده‌اند. روشن نیست که وظایف شناخت و یادآوری تا چه حد همان فرایندها و همان محدودیت‌های ظرفیت را بازتاب می‌دهند.
مطالعات تصویربرداری مغز با وظیفه دامنه خواندن یا انجام وظایف مرتبط انجام شده‌است. افزایش فعالیت طی این وظایف در PFC و در مطالعات متعددی نیز در قشر سینگولار قدامی (ACC) یافت شد. افرادی که در این وظیفه بهتر عمل می‌کردند افزایش فعالیت بیشتری در این مناطق داشتند و فعال شدن آن‌ها در طول زمان همبستگی بیشتری داشت و این امر نشان می‌دهد که فعالیت عصبی آن‌ها در این دو منطقه بهتر هماهنگ شده‌است که احتمالاً به دلیل ارتباط قوی تر است.

### مدل‌های عصبی
یک رویکرد برای مدل‌سازی نوروفیزیولوژی و عملکرد حافظه کاری (PBWM) است.

### تأثیرات استرس بر نوروفیزیولوژی
حافظه کاری با استرس‌های روانی حاد و مزمن دچار اختلال می‌شود. این پدیده برای اولین بار در مطالعات حیوانی توسط آرنستن و همکارانش کشف شد، که نشان داده‌اند که ترشح کاتکول آمین ناشی از استرس در PFC به سرعت شلیک عصبی PFC را کاهش می‌دهد و عملکرد حافظه کاری را از طریق تغذیه رو به جلو، مسیرهای سیگنالینگ داخل سلولی مختل می‌کند. قرار گرفتن در معرض استرس مزمن منجر به اختلالات حافظه کاری عمیق‌تر و تغییرات ساختاری اضافی در PFC، از جمله آتروفی دندریتیک و از دست دادن نخاع، می‌شود که می‌توان با مهار سیگنالینگ پروتئین کیناز C از آن جلوگیری کرد. تحقیقات fMRI این تحقیق را به انسان گسترش داده و تأیید می‌کند که کاهش حافظه کاری ناشی از استرس حاد با کاهش فعال شدن PFC و افزایش سطوح کاتاکولامین‌ها ارتباط دارد. مطالعات تصویربرداری از دانشجویان پزشکی که در معرض امتحانات استرس‌زا هستند نیز نشان داد که اتصال عملکردی PFC ضعیف است، که مطابق با مطالعات حیوانی است. اثرات قابل توجه بر روی ساختار و عملکرد PFC ممکن است به توضیح اینکه چگونه تنش می‌تواند باعث ایجاد یا تشدید بیماری روانی شود کمک کند. استرس بیشتر در زندگی یک شخص، به معنی کارایی کمتر حافظه کاری در انجام وظایف شناختی ساده است. دانش آموزانی که تمریناتی را انجام دادند که نفوذ افکار منفی را کاهش می‌داد، افزایش ظرفیت حافظه کاری داشتند. حالت‌های خلقی (مثبت یا منفی) می‌توانند بر روی دوپامین،انتقال دهنده عصبی، اثر بگذارند، که به نوبه خود می‌تواند روی حل مسئله تأثیر بگذارد.

### اثرات الکل بر نوروفیزیولوژی
سوء مصرف الکل می‌تواند منجر به آسیب مغزی شود که حافظه کاری را مختل می‌کند. الکل تأثیری بر پاسخ خون وابسته به اکسیژن (BOLD) دارد. پاسخ BOLD افزایش اکسیژن خون را با فعالیت مغز مرتبط می‌کند که این پاسخ را یک ابزار مفید برای اندازه‌گیری فعالیت‌های نورونی می‌کند. در صورت انجام یک کار حافظه، پاسخ BOLD بر ناحیه مغز مانند گانگلیون‌های پایه و تالاموس تأثیر می‌گذارد. نوجوانانی که شروع به نوشیدن می‌کنند در سن جوانی کاهش پاسخ BOLD در این مناطق مغز نشان می‌دهند. زنان جوان وابسته به الکل در هنگام انجام یک وظیفه حافظه کاری فضایی، به‌طور خاص یک پاسخ BOLD کمتر در قشرهای پاریتال و فرونتال دارند. به ویژه نوشیدن، همچنین می‌تواند بر کارایی یک فرد در وظایف حافظه کاری، به ویژه حافظه کاری بصری تأثیر بگذارد. علاوه بر این، به نظر می‌رسد تفاوت جنسیتی در مورد چگونگی تأثیر الکل بر حافظه کاری وجود دارد. در حالی که زنان بعد از مصرف الکل در مقایسه با مردان نسبت به وظایف حافظه کاری کلامی بهتر عمل می‌کنند، به نظر می‌رسد که وظایف حافظه کاری فضایی در آنان بدتر است که با فعالیت کمتر مغز مشخص می‌شود. در نهایت، سن به نظر می‌رسد یک عامل اضافی باشد. بزرگسالان سالمند نسبت به اثرات الکل در حافظه کاری بیشتر حساس هستند.

## ژنتیک

### ژنتیک رفتاری
تفاوت‌های فردی در ظرفیت حافظه کاری تا حدودی ارثی است، به عبارت دیگر نیمی از تفاوت بین افراد به تفاوت در ژنهایشان مربوط می‌شود. مؤلفه ژنتیکی متغیر ظرفیت حافظه کاری، تا حد زیادی با مؤلفه ژنتیکی هوش سیال مشترک است.

### تلاش برای شناسایی ژنهای فردی
در مورد ژن‌های مربوط به عملکرد حافظه کاری اطلاعات کم است. در چارچوب نظری مدل چند مؤلفه، یک ژن کاندیدا به نام ROBO1 برای جزء آوایی حافظه کاری پیشنهاد شده‌است.

## نقش در موفقیت تحصیلی
ظرفیت حافظه کاری با نتایج یادگیری سواد و محاسبه مرتبط است. شواهد اولیه برای این رابطه از ارتباط بین ظرفیت حافظه کاری و درک مطلب نتیجه شده‌است، همان‌طور که ابتدا توسط دانمن و کارپنتر (1980) و در بررسی بعدی متاآنالیز چندین مطالعه تأیید شد. مطالعات بعدی نشان داد که عملکرد حافظه کاری در دانش آموزان ابتدایی به‌طور دقیق عملکرد در حل مسائل ریاضی را پیش‌بینی می‌کند. یک مطالعه طولی نشان داد که حافظه کاری کودک در ۵ سالگی پیش‌بینی‌کننده خوبی از موفقیت دانشگاهی نسبت به IQ است.
در یک مطالعه غربالگری بزرگ، یکی از هر ده کودک در کلاس‌های اصلی مبتلا به کمبود حافظه تشخیص داده شدند. اکثر آن‌ها مستقل از IQ خود، در موفقیت‌های دانشگاهی بسیار ضعیف بودند. به همین ترتیب، کمبود حافظه کاری در دانش آموزان ضعیف در حد سن ۷ سال که تحت آموزش برنامه‌های درسی کشوری هستند شناخته شده‌است. بدون مداخله مناسب، این کودکان از همسالان خود عقب می‌مانند. یک مطالعه اخیر در مورد ۳۷ کودک مدرسه با ناتوانی قابل توجه یادگیری نشان داده‌است که ظرفیت حافظه کاری در اندازه‌گیری اولیه، اما نه IQ، نتایج یادگیری را برای دو سال بعد پیش‌بینی می‌کند. این نشان می‌دهد که اختلالات حافظه کاری با نتایج یادگیری پایین همراه و عامل خطر بالایی برای پیشرفت تحصیلی کودکان است. در کودکان مبتلا به اختلالات یادگیری مانند نارساخوانی، اختلال ADHD و اختلال در هماهنگی رشد، یک الگوی مشابه مشهود است.

## ارتباط با توجه
شواهدی وجود دارد مبنی بر اینکه عملکرد بهینه حافظه کاری با توانایی عصبی برای تمرکز توجه بر اطلاعات مرتبط با وظیفه و نادیده گرفتن حواس‌پرتی مرتبط است و بهبودهای مرتبط با تمرین در حافظه کاری به دلیل افزایش این توانایی‌ها است. تحقیقات، ارتباط بین ظرفیت حافظه کاری یک فرد و توانایی برای کنترل جهت‌گیری توجه به محرک‌ها در محیط را نشان می‌دهد. چنین کنترلی اشخاص را قادر می‌سازد به اطلاعات مهم برای اهداف فعلی خود توجه کنند و از محرک‌های بی ربط به هدف که به علت برجستگی حسی (مانند آژیر آمبولانس) توجه‌شان را جلب می‌کند دوری کنند. جهت دهی توجه به اهداف خود، وابسته به سیگنال‌های «بالا به پایین» از قشر پری-فرونتال (PFC) که پردازش در مناطق قشری پشتی را سوگیری می‌کند ناشی می‌شود. تصور می‌شود که توجه به محرک‌های برجسته بر اثر سیگنال‌های «پایین به بالا» ی به دست آمده از ساختارهای زیر قشری و قشرهای حسی اولیه است. توانایی رد کردن توجه «بالا به پایین» بین افراد متفاوت است و این تفاوت با عملکرد آن‌ها در یک آزمون حافظه کاری برای اطلاعات بصری قابل بررسی است. با این حال مطالعه دیگر، هیچ ارتباطی بین توانایی برتری گرفتن جلب توجه و اندازه‌گیری از ظرفیت کلی حافظه کاری پیدا نشد.

## ارتباط با اختلالات عصبی
نقص عملکرد حافظه کاری معمولاً در چندین اختلال عصبی دیده می‌شود:
ADHD: تعدادی از نویسندگان مطرح کرده‌اند که نشانه‌های ADHD از یک نقص اولیه در یک حوزه اجرایی خاص (EF) مانند حافظه کاری، مهار واکنش یا یک ضعف عمومی‌تر در کنترل اجرایی به وجود می‌آید. یک بررسی متاآنالیز، چندین مطالعه را نشان می‌دهد که نتایج در ADHD در زمینه حافظه کاری فضایی و کلامی و چندین وظیفه دیگر EF به مراتب کمتر است. با این حال، نویسندگان نتیجه گرفتند که ضعف‌های EF شرط لازم و کافی ایجاد همه موارد ADHD نیستند.
چندین انتقال دهنده عصبی، مانند دوپامین و گلوتامات، ممکن است در ADHD و حافظه کاری دخیل باشند. هر دو با مغز پیشین، خود هدایتی و خود تنظیمی همراه هستند، اما علت-معلولی تأیید نشده‌است، بنابراین مشخص نیست که آیا اختلال عملکرد حافظه منجر به ADHD شده، یا اختلال در ADHD منجر به عملکرد ضعیف حافظه کاری می‌شود یا ارتباط دیگری وجود دارد.
بیماری پارکینسون: بیماران مبتلا به پارکینسون نشانه‌هایی از کاهش عملکرد کلامی حافظه کاری دارند. آن‌ها می‌خواستند بدانند کاهش عملکرد کلامی حافظه کاری به علت عدم توانایی تمرکز بر روی وظایف مربوط است یا کم بودن ظرفیت حافظه موجب آن می‌شود. بیست و یک بیمار مبتلا به پارکینسون در مقایسه با یک گروه کنترل شده ۲۸ نفری از سنین مشابه، مورد آزمایش قرار گرفتند. محققان دریافتند که هر دو فرضیه علت کاهش کارکرد حافظه کاری‌اند، با این حال مشخص نشد دقیقاً کدام یک از آن‌ها عامل اصلی است.
بیماری آلزایمر: با شدت گرفتن بیماری آلزایمر، عملکرد حافظه کاری کمتر می‌شود. در یک مطالعه که بر ارتباطات عصبی و سیالیت حافظه کاری در مغز موش متمرکز است، به نیمی از موش‌ها تزریقی شده بود که اثراتی شبیه به آلزایمر ایجاد می‌کرد و نیمی دیگر مورد تزریق قرار نمی‌نگرفتند. سپس از آن‌ها انتظار می‌رفت که از یک مسیر پر پیچ و خم عبور کنند که یک وظیفه برای آزمایش حافظه کاری محسوب می‌شد. این مطالعه به پرسش‌هایی پاسخ می‌دهد که چگونه آلزایمر می‌تواند حافظه کاری را بدتر کند و در نهایت کارکرد حافظه را از بین ببرد.
بیماری هانتینگتون: یک گروه از محققان یک مطالعه انجام دادند که به بررسی عملکرد و اتصال حافظه کاری طی یک آزمایش به طول ۳۰ ماه می‌پرداخت. این یافته‌ها نشان می‌دهد مکان‌های خاصی در مغز وجود دارد که در آن بیشترین کاهش ارتباط در بیماران پیش-هانتینگتون بود، در مقابل، گروه کنترل به‌طور یکدست فعال باقی‌مانده بود.